# Michael Grundner
Michael Grundner ist ein österreichischer Lichtdesigner. Er ist seit Anfang der 2000er Jahre freiberuflich tätig und arbeitet in den Bereichen Theater, Oper, Musical, Konzert und Live-Event. Seine Designs wurden mehrfach ausgezeichnet.

## Leben
Michael Grundner absolvierte seine Ausbildung zum Lichtdesigner in Wien, London und New York City. Seit 1996 arbeitet er freiberuflich, vorwiegend im deutschsprachigen Raum, aber auch international. Zu seinen Arbeitsfeldern gehören Musical- und Opernproduktionen, Live-Konzerte sowie Industrie- und TV-Events.

## Wirken
Michael Grundner war für große Produktionen in Wien, Berlin, Hamburg, Zürich, Linz und St. Gallen tätig. Zudem ist er seit 2012 für Licht- und Videodesign sämtlicher Konzerttourneen von José Carreras verantwortlich.
Zu seinen Musicalproduktionen zählen unter anderem:
- Billy Elliot (DSE)[2]
- School of Rock (DSE)[3]
- Lady Bess (DSE)[4]
- Der Schuh des Manitu[5]
- Ghost – Nachricht von Sam[6]
- Anastasia[7]
- Tanz der Vampire[8]
- Wüstenblume (UA)[9]
- Königinnen (UA)[10]
- Rock of Ages[11]
- Footloose[12]
- Die Schöne Und Das Biest
- We Will Rock You[13]
- La Cage Aux Folles[14]
- Spamalot[15]
- Himmel & Kölle (UA)[16]
- Robin Hood (UA)[17]
- Die Päpstin[18]
- Elisabeth[19]
- Wonderland (DSE)[20]
- Sweeney Todd[21]
- Rebecca
- Something Rotten[22]
- Einstein (UA)[23]
- Rent[24]
- Crazy For You[25]
- Das Licht Auf Der Piazza (DSE)[26]
- Pippin[27]
- Jersey Boys (DSE)[28]
- Natascha, Pierre Und Der Große Komet von 1812 (DSE)[29]
- Catch Me If You Can[30]
- Gypsy[31]
- Cabaret[32]
- Dracula[33]
- The Kind And I
- Grease[34]
- Piaf[35]
- Jesus Christ Superstar[36]
- Don Camillo & Peppone[37] (UA)
- Titanic[38]
- Goethe![39] (UA)
- Lady In The Dark[40]

Schauspiel:
- Töchter einer neuen Zeit (Ernst Deutsch Theater Hamburg)[41]
- The Last Call (New World Stages, Stage 5, New York)[42]
- Die Räuber (Festspiele Bad Hersfeld)[43]

Opern und Operetten:
- Le nozze di Figaro (Oper Graz)[44]
- La Bohème[45] (Oper Dortmund und Schlossfestspiele Ettlingen)
- Der Freischütz[46] (Hyogo/Osaka, Japan und Schlossfestspiele Ettlingen)
- Der Fliegende Holländer[47] (Hyogo/Osaka, Japan)
- Roxy und Ihr Wunderteam[48] (Volksoper Wien)
- König Karotte[49] (Volksoper Wien)

Bei den Opernfestspielen St. Margarethen war er für Produktionen wie La Bohème, Aida und Tosca tätig. Darüber hinaus gestaltete er Lichtdesign für TV-Formate wie den Kiddy Contest sowie Industrieevents etwa für Mercedes-Benz, die Erste Bank und die Vienna Insurance Group.

## Auszeichnungen
Michael Grundner wurde mehrfach für seine Lichtgestaltung ausgezeichnet. Unter anderem erhielt er Preise für:
- Flashdance – Musical Sommer Amstetten (2014)[52]
- Ghost – Stage Entertainment (2018)[53]
- Elisabeth in Concert – Vereinigte Bühnen Wien (2019)[54]
- We Are Musical – Raimund Theater Wien (2021)[55]
- Anastasia – Musiktheater Linz (2022)[56]
- Königinnen – Deutscher Musical Theater Preis, Kategorie „Bestes Lichtdesign“ (2024)[57]